# Endenees (taal)
Het Endenees, ook Ende of Endeh, is een Austronesische taal die voornamelijk gesproken wordt door de inwoners van de stad Ende op Flores (onderdeel van de Kleine Soenda-eilanden, Indonesië). Endenezen zijn echter ook gemigreerd naar andere eilanden zoals Soemba. In totaal spreken naar schatting 87.000 (1981) mensen in Indonesië het Endenees.

## Classificatie
- Austronesische talen (1268)
  - Malayo-Polynesische talen (1248)
    - Centraal-Oostelijke talen (708)
      - Centraal-Malayo-Polynesische talen (168)
        - Bima-Soembatalen (27)
          - Ende-Liotalen (4)
            - Endenees

## Verspreiding van de sprekers
- Indonesië: 87 000; 58e plaats, 67e volgens totaal aantal sprekers

Endenees · Nga'o
Endenees · Ke'o · Lionees · Nage